# Ozerna
Ozerna (ukrainien : Озерна ; russe : Озёрная ; polonais : Jezierna) est un village de l'ouest de l'Ukraine dans l'oblast de Ternopil, sur la rivière Vossouska (uk), comptant environ 3 885 habitants (2022).

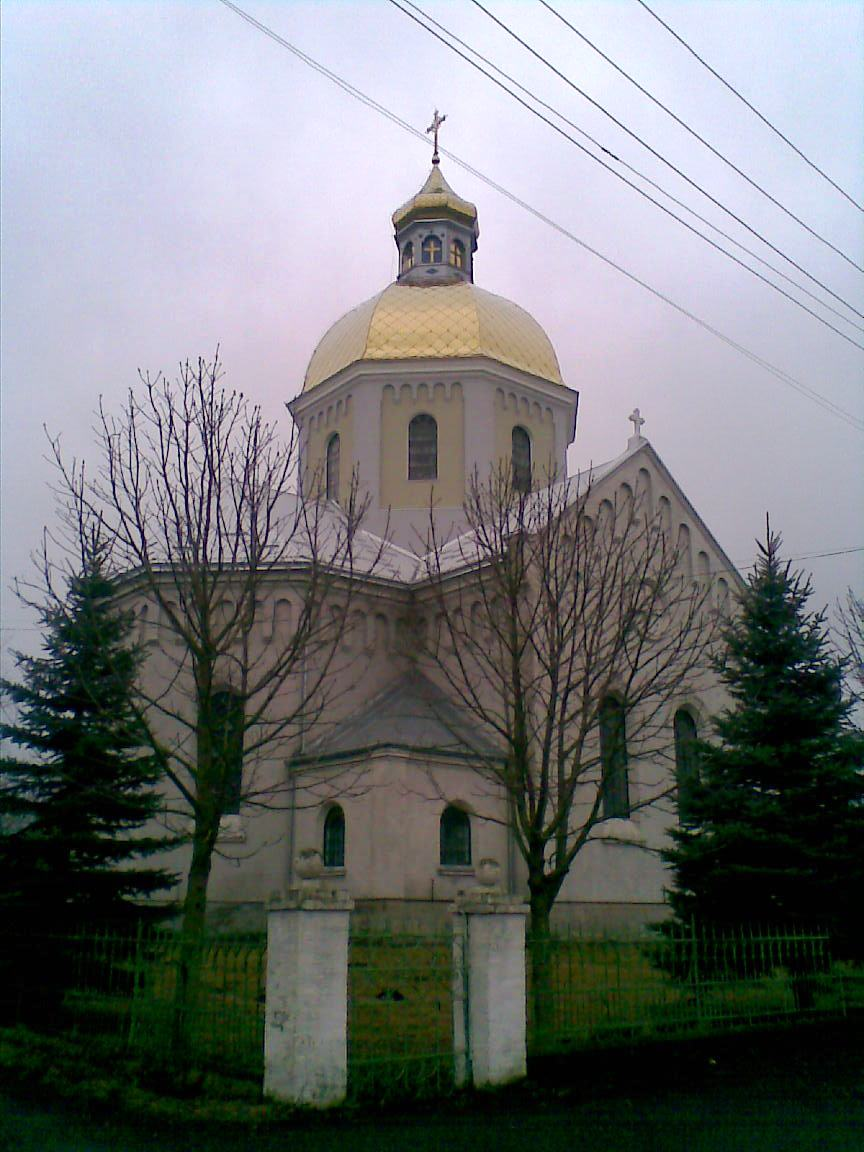
Église orthodoxe de la Trinité à Ozerna

## Histoire
En 1655, la bataille d'Ozerna y opposa la République polono-lituanienne au tsarat de Russie.
 (mars 2016).

## Personnalités liées à la ville
- Igor Ohirko (* 1952), mathématicien ukrainien